# خابيير سادابا
خابيير سادابا (بالإسبانية: Javier Sádaba)‏ هو فيلسوف إسباني، ولد في 28 من شهر نوفمبر عام 1940 في Portugalete التابعة لمقاطعة Vizcaya.

## حياته ومسيرته
ليسانس في الفلسفة من الجامعة البابوية في سلامنكا
ليسانس في علم اللاهوت من Universidad Gregoriana de Roma ليسانس في الفلسفة من جامعة كمبلوتنسي بمدريد
دكتور في كلية الآداب (قسم الفلسفة)، في جامعة مدريد المستقلة، تلك الجامعة التي أعطته الجائزة الأولى عن بحثه المعنون: مفهوم الفلسفة عند لودفيغ فيتغنشتاين وتطبيقاته على اللغة الدينية.
حاليا، هو أستاذ لقسم «أخلاق وفلسفة الدين»، في جامعة مدريد المستقلة.

## أعماله
اللغة الدينية والفلسفة التحليلية 1977
حب يومي 1977
نظام المعتقدات الدينية، ما هو 1978
فلسفة، منطق، دين 1979
معرفة لودفيغ فيتغنشتاين عام 1980
اعرف ان تعيش 1984
لغة، سحر، ميتافيزيقيا: لودفيغ فيتغنشتاين الآخر 1984
الأسباب الضائعة 1987
الحب بمواجهة الأخلاق 1988
دروس في فلسفة الدين 1989
الفسفة التحليلية اليوم : من لودفيغ فيتغنشتاين إلى قالب:Ill-WD2توغندات عام 1989
اعرف ان تموت 1991
الله وأقنعته 1993
المغفرة : سيادة الذات 1995
قاموس أخلاق 1997
الحياة في أيدينا 2001
الفلسفة معروضة ببساطة 2002
مبادئ علم «أخلاق إنساني» علماني 2004

## مواقف سياسية
عام 2003، عارض مشاركة القوات الإسبانية في احتلال العراق
عام 2005، عارض الدستور الأوروبي في الاستفتاء الذي اقيم في إسبانيا
```
 بهذه المناسبة
```